# Ebro-Wassertransfer
Der Ebro-Wassertransfer ist ein Projekt zur Umleitung von Teilen des Wassers des Flusses Ebro im Norden Spaniens, um damit den trockenen Süden Spaniens zu bewässern. Das Projekt stößt bei vielen Aktivisten und Bevölkerungsgruppen auf großen Widerstand.

## Geographische Lage

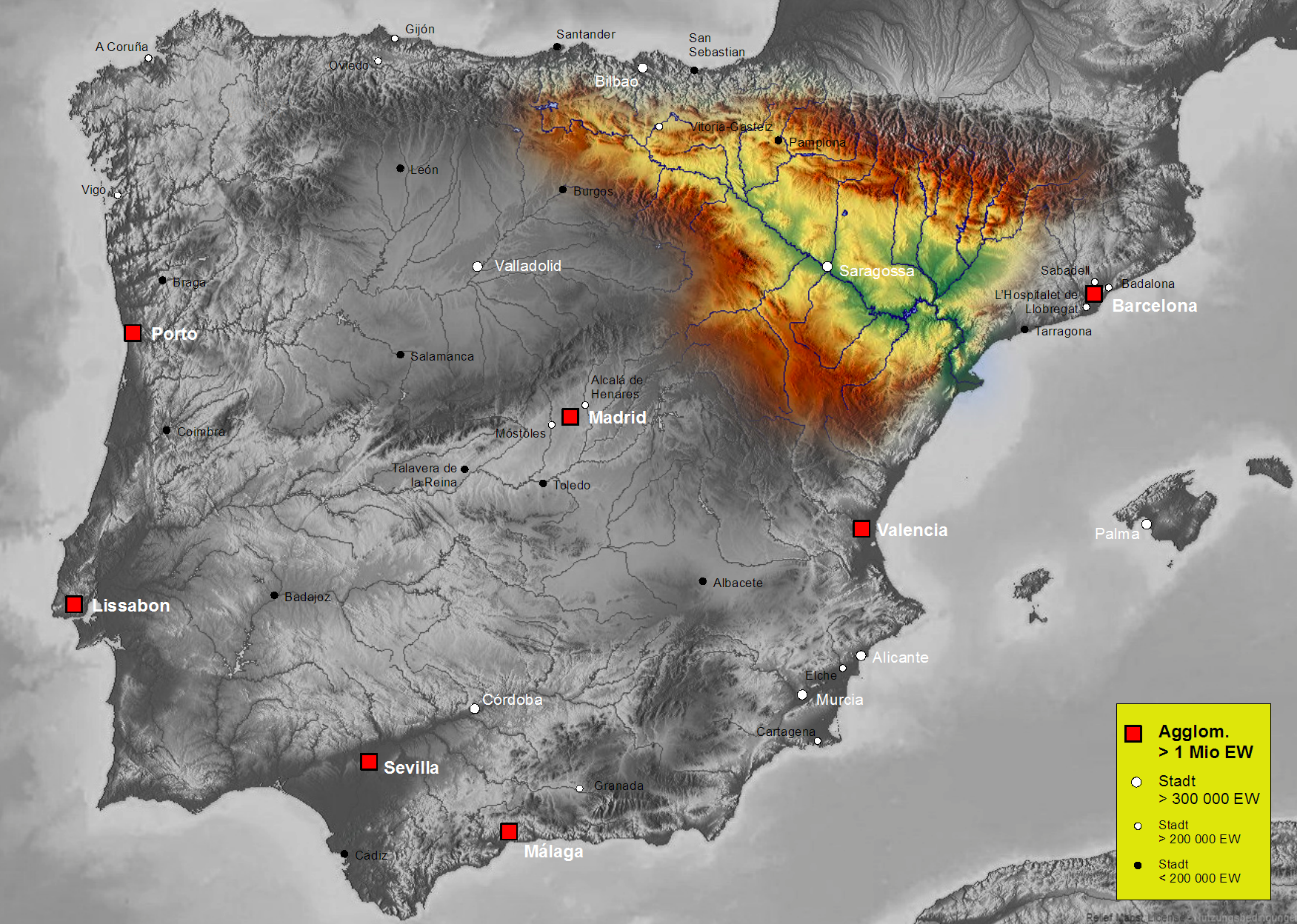
Eingefärbt: Die Region rund um den Ebro und seine Nebenflüsse. Städte weit im Süden Spaniens sollen mit seinem Wasser versorgt werden.

Der Ebro verläuft im Nord-Osten Spaniens. Das Wasser des Ebros kommt aus den Bergen des Sierra de Hijar und fließt von dort unter anderem durch die aragonische Hauptstadt Zaragoza. Das Wasser sollte zu den Touristenregionen rund um Valencia, Murcia und Almería gebracht werden, um die wasserarmen Regionen des Landes besser versorgen zu können.

## Der Plan
Mit Hilfe eines Kanalsystems sollten 1,1 Billionen Liter pro Jahr aus dem Ebro nach Süden geleitet werden. Die Kosten des Projektes sollen circa 20 Milliarden Euro betragen. Die Befürworter des Plans argumentieren, dies sei in Relation zur jährlichen Fließmenge von 17,3 Billionen Liter vertretbar. Hauptempfänger des Wassertransfers sollen die Regionen im Süden und Osten des Landes sein, vor allem Valencia, Murcia und Almería.

## Umsetzung
Im Jahr 2000 stellte die spanische Regierung den nationalen Wasser-Plan vor. Dieser besagte, dass bis 2008 der Ebro-Wassertransfer in die Realität umgesetzt werden müssen. Daraufhin reagierten Umweltaktivisten und Bürger Aragoniens, die den Fluss als wichtigen Teil ihrer Heimat empfinden, mit Protesten. Im Jahr 2002 reichte Spanien Unterlagen bei der EU ein, um das Projekt dem europäischen Parlament vorzustellen und zur Abstimmung zu stellen. Die EU unterstütze das Projekt in seiner damaligen Form nicht, da es gegen Umweltvorschriften und gegen Vorschriften des EU-Strukturfonds verstoße.
2004 stoppten Spaniens Sozialisten, die zu diesem Zeitpunkt stärkste Partei in Spanien waren, den von den Konservativen beschlossenen Wasser-Plan. Stattdessen wollen die Sozialisten durch Entsalzung von Meerwasser die Probleme lösen.
Eine Dürre in Spanien zwang Barcelona 2008 dazu, Wasser per Tanker aus Marseille zu importieren, sodass die Forderungen nach einem neuen Wasser-Plan aufkamen. Infolgedessen gingen in Aragonien und Barcelona Tausende Menschen gegen ein solches Vorhaben auf die Straße. Die Umsetzung des milliardenschweren Projekts ist auf Grund von Schwierigkeiten mit der EU, der angespannten finanziellen Lage im Land und der massiven Proteste in der Bevölkerung nicht in Sicht.